# Inia (rivière)
L'Inia (en russe : Иня) est une rivière de Russie et un affluent droit de l'Ob. Longue de 663 km, elle coule dans le sud-ouest de la Sibérie.

## Géographie
L'Inia prend sa source dans des hauteurs situées au centre du Kouzbass à 300 mètres d'altitude puis traverse l'oblast de Kemerovo d'est en ouest, pénètre ensuite dans l'oblast de Novossibirsk et se jette finalement dans l'Ob au sud de Novossibirsk, non loin de l'agglomération de Inskaïa. 
L'Inia draine un bassin de 17 600 km2. Au village de Berezovka, à 35 km de l'embouchure, le débit moyen est de 47,4 m3/s. Près du confluent avec l'Ob, la rivière a une largeur de 60 mètres et une profondeur de 1,5 mètre, la vitesse du courant est de 0,2 m/s. 
L'Inia traverse une région assez densément peuplée, où plusieurs lignes de chemins de fer la franchissent : Novossibirsk – Barnaoul, la rocade ferroviaire de contournement de Novossibirsk pour les trains de marchandises circulant sur le Transsibérien, Iourga – Novokouznetsk. D'autres voies de chemins de fer ainsi que la route nationale Novossibirsk-Novokouznetsk empruntent la vallée dans laquelle coule la rivière. 
L'Inia est prise dans les glaces de début novembre à mi-avril. Elle est utilisée, ainsi que ses principaux affluents, pour le transport du bois par flottage.

## Affluents
Les principaux affluents sont :
- la Kasma (Касьма) ;
- l'Our (Ур) ;
- le Batchat (Бачат).

## Villes traversées
L'Inia arrose les villes de Polyssaïevo, Leninsk-Kouznetski et Togoutchine, la commune urbaine d'Inskoï.

## Hydrométrie - Les débits mensuels à Berezovka
L'Inia est une rivière peu abondante et très irrégulière. Son débit a été observé pendant 40 ans (sur la période allant de 1959 à 2000) à Berezovka, localité située à quelque 35 kilomètres de sa confluence avec l'Ob. 
À Berezovka, le débit annuel moyen ou module observé sur cette période était de 47,4 m3/s pour une surface de drainage de 17 300 km2, soit près de 99 % du bassin versant de la rivière. La lame d'eau d'écoulement annuel dans le bassin se montait de ce fait à 86,5 millimètres, ce qui peut être considéré comme modeste, et résulte de la faiblesse des précipitations sur la plus grande partie de son bassin situé hors de la zone montagneuse du haut bassin de l'Ob.
Le débit moyen mensuel de l'Inia observé en février (minimum d'étiage) est de 8,63 m3/s, soit à peine 4,5 % du débit moyen du mois de mai (195 m3/s), ce qui montre l'amplitude élevée des variations saisonnières. Les écarts de débit mensuel peuvent être plus importants encore d'après les années : sur la durée d'observation de 40 ans, le débit mensuel minimal a été de 2,17 m3/s en janvier 1972, tandis que le débit mensuel maximal s'élevait à 552 m3/s en mai 1966.
En ce qui concerne la période libre de glace (de mai à octobre inclus), le débit minimal observé a été de 5,59 m3/s en septembre 1970.  